# Lance Cormier
Pour les articles homonymes, voir Cormier (homonymie).
Lance Robert Cormier (né le 19 août 1980 à Lafayette, Louisiane, États-Unis) est un ancien lanceur droitier qui a joué dans la Ligue majeure de baseball de 2004 à 2011.

## Carrière
Lance Cormier est drafté une première fois à la fin de ses études secondaires, le 2 juin 1998, par les Reds de Cincinnati. Il repousse l'offre afin de poursuivre ses études à l'Université d'Alabama. Il est encore sélectionné lors de la draft de juin 2001, cette fois par les Astros de Houston. Il refuse à nouveau l'offre et poursuit ses études universitaires.
Cormier rejoint les rangs professionnels à l'issue de la draft du 4 juin 2002. Il est choisi par les Diamondbacks de l'Arizona au quatrième tour de sélection.
Il débute en Ligue majeure le 19 juin 2004 puis est transféré le 7 décembre 2005 chez les Braves d'Atlanta.
Libéré de son contrat après la saison 2007, Cormier signe comme agent libre chez les Orioles de Baltimore le 22 janvier 2008.
Il rejoint les Rays de Tampa Bay le 16 janvier 2009.
Après deux saisons chez les Rays, il signe en février 2011 un contrat des ligues mineures avec les Dodgers de Los Angeles. Il a une moyenne de points mérités de 9,88 après 9 parties lorsqu'il est libéré par les Dodgers le 31 mai.
Le 11 juin 2011, il accepte un contrat d'une ancienne équipe, les Rays de Tampa Bay et est assigné aux ligues mineures.

## Statistiques
| Saison | Équipe    | G   | GS | CG | SHO | V  | D  | SV | IP    | SO  | ERA  |
| ------ | --------- | --- | -- | -- | --- | -- | -- | -- | ----- | --- | ---- |
| 2004   | Arizona   | 17  | 5  | 0  | 0   | 1  | 4  | 0  | 45.1  | 24  | 8,14 |
| 2005   | Arizona   | 67  | 0  | 0  | 0   | 7  | 3  | 0  | 79.1  | 63  | 5,11 |
| 2006   | Atlanta   | 29  | 9  | 0  | 0   | 4  | 5  | 0  | 73.2  | 43  | 4,89 |
| 2007   | Atlanta   | 10  | 9  | 0  | 0   | 2  | 6  | 0  | 45.2  | 27  | 7,09 |
| 2008   | Baltimore | 45  | 1  | 0  | 0   | 3  | 3  | 1  | 71.2  | 46  | 4,06 |
| 2009   | Tampa Bay | 53  | 0  | 0  | 0   | 3  | 3  | 2  | 71.2  | 36  | 3,26 |
| 2010   | Tampa Bay | 60  | 0  | 0  | 0   | 4  | 3  | 0  | 62.0  | 30  | 3,92 |
| Totaux | Totaux    | 281 | 24 | 0  | 0   | 24 | 27 | 3  | 455.0 | 269 | 4,93 |

Note : G = Matches joués ; GS = Matches comme lanceur partant ; CG = Matches complets ; SHO = Blanchissages ; 
V = Victoires ; D = Défaites ; SV = Sauvetages ; IP = Manches lancées ; SO = Retraits sur des prises ; ERA = Moyenne de points mérités.